# Grossglockner
El monte Grossglockner (del alemán: Großglockner ‘Gran Campanario’) es, con 3800 m.s.n.m., la montaña más alta de Austria y la mayor montaña de los Alpes al este del Paso del Brennero, entre los estados federados de Carintia y Tirol. Esto hace que, tras el Mont Blanc, sea la segunda montaña más alta de los Alpes, al medirse por altura relativa y es una de las cumbres preferidas por los montañeros con gran número de escaladas anuales.

## Morfología
El Grossglockner es el pico más alto de una subcadena a la que también da nombre. Su pico, que corona una montaña en forma de pirámide, tiene una cumbre gemela menor y que recibe el nombre acorde con elloː Kleinglockner (3.770  m s. n. m., ), o Campanario Pequeño.

## Primera ascensión
Tras un intento anterior 9 años antes, la primera ascensión exitosa a esta cumbre fue la dirigida en el año 1800 por Franz-Xaver Salm-Raifferscheid.

### Panoramas virtuales generados por computadora
- Norte Archivado el 12 de marzo de 2007 en Wayback Machine.
- Sur Archivado el 12 de marzo de 2007 en Wayback Machine.
- Índice

- Datos: Q3388
- Multimedia: Großglockner / Q3388